# ميخائيل مولدر
ميخائيل مولدر (بالهولندية: Michael Mulder)‏ هو لاعب كرة قدم هولندي، ولد في 10 يناير 2001 في هاوتن في هولندا. لعب مع أدو دين هاغ.

## وصلات خارجية
- ميخائيل مولدر على موقع قاعدة بيانات كرة القدم.إي يو (الإنجليزية)
- ميخائيل مولدر على موقع Soccerway.com (الإنجليزية)
- ميخائيل مولدر على موقع عالم كرة القدم.نت (الإنجليزية)